# Miguel Jorge (escritor)
Miguel Jorge é um poeta, teatrólogo, romancista e contista brasileiro.

## Biografia
Nascido em Campo Grande, MS, em 16 de maio de 1933 no imo de uma família de origem libanesa, é filho de Miguel Jorge e Sarah Thomé Jorge.
Mudou-se para Inhumas (GO), com seus pais comerciantes, onde cursou o primário, no Grupo Escolar l9 de Março. Fez o ginásio em Goiânia, no Ateneu Dom Bosco, e terminou o científico no colégio Marconi, em Belo Horizonte (MG).
Formou-se em Farmácia e Bioquímica pela UFMG, Direito e Letras Vernáculas pela UCG, lecionou Farmacotécnica na Faculdade de Farmácia da UFG e Literatura Brasileira no Departamento de Letras da Universidade Católica de Goiás.
Foi um dos fundadores do GEN (Grupo de Escritores Novos) e seu presidente por duas vezes. Também foi por duas vezes presidente da UBE, seção de Goiás. Dirigiu também por duas vezes o Conselho Estadual de Cultura e integra os quadros de críticos de arte da ABCA e AICA, ocupada a Cadeira de número 8, na Academia Goiana de Letras.
O roteiro de curta-metragem do Watáu, recebeu o Prêmio de Incentivo Cultural do Ministério da cultura, e foi filmado às margens do rio Araguaia, sob a direção de Débora Torres.
Tem um projeto de sete roteiros de curta-metragem, intitulado de Linguagem Nova, aprovado pela Lei Guayazes, da Agência Goiana de Cultura. O primeiro deles, intitulado A Janela, já foi filmado, sob a direção de Pedro Diniz, tendo nos papéis principais: Marcela Moura, Flávio Miguel e André Pimenta, a Promessa também já foi filmado sob a direção de Gel Mess e Ângela Torres, tendo Amaury de Castro como protagonista.
Escreveu com João Batista de Andrade o roteiro para o longa Veias e Vinhos, baseado no seu romance homônimo, filmado em São Paulo, em abril e maio de 2004, lançado no mercado em 2006, tendo no elenco principal os atores: Leonardo Vieira, Simone Spolladore, Eva Wilma, José Dummont, Celso Frateschi, Kaio Pezzutti, Marcela Moura, Mauri de Castro, Ailton Graça, sob a direção de João Batista de Andrade.
Foi o idealizador do Festcinegoiânia, já em sua 4ª edição.
Seus textos sobre artes visuais estão inseridos, a grande maioria, no livro: Da Caverna ao Museu: Dicionário das Artes Plásticas em Goiás, de Amaury Menezes, editado pela Fundação Cultural Pedro Ludovico Teixeira.
O nome de Miguel Jorge consta do The Dictionary of international Biografhy (Tenty-Third Edition), England.

## Obra publicada
- Ah, Shakespeare, que falta você me faz. Goiânia: Editora Kelps 2009.
- Antes do Túnel (contos).Goiânia:Editora da UFG, 1967.
- Texto e Corpo (contos) Goiânia:Editora Oriente, 1969.
- Antologia do Conto Goiano (Org.Com Anatole Ramos e Luis Fernando Valladares).Goiânia:Editora LR/O Popular, 1969.
- Couto de Magalhães: A vida de um Homem (ensaio biográfico).Goiânia: Editora Oriente,1970.
- Antologia do Novo conto Goiano (Org.).Goiânia: Editora Oriente, 1972.
- O Visitante e Os Angélicos (teatro).Goiânia:Editora da UFG, 1974.
- Os Frutos do Rio (poesia).Goiânia: Editora Oriente, 1974.
- Caixote (romance).Goiânia:Editora Oriente, 1975.
- Avarmas (contos).São Paulo:Editora Ática, 1978
- Inhumas: Nossa Cidade (poema).Goiânia: Editora Gaivota, 1978.
- Veias e Vinhos (romance).São Paulo: Editora Ática. l98l. Prêmio APCA, 1982.
- Teatro Moderno (quatro peças).Goiânia: Editora da UFG, 198l.
- Urubanda (contos).Rio de Janeiro: Editora Nova Fronteira, 1985.
- Morosinho (novela infanto-juvenil). São Paulo: Atual Editora, 1985. Goiânia: Cânone Editorial, 2002.
- Atrás do Morro Azul (Novela infanto-juvenil). São Paulo: Atual Editora, l985.
- Um Anjo no Galinheiro (novela infanto-juvenil). Rio de Janeiro: Berlendis e Vertecchia, l986.
- Asas de Moleque (novela infanto-juvenil). São Paulo: Editora FTD, 1989.
- Profugus (poemas). Goiânia: Editora Kelps, l990.
- Nos Ombros do Cão (romance). São Paulo: Editora Siciliano, 199l. Prêmio Biblioteca Nacional.
- A Descida da Rampa (contos) São Paulo: Editora Estação Liberdade, 1993.
- Ana Pedro (novela infanto-juvenil). São Paulo: Editora Cartago Forte, 1994. São Paulo: Mercuryo Jovem, 2002.
- Kybui (teatro). Goiânia: Editora Kelps, 1997.
- Pão Cozido Debaixo de Brasa (romance). Porto Alegre: Editora Mercado Aberto, l997. Prêmio Biblioteca Nacional.
- As Cores dos Bichos (Poemas para crianças.) Goiânia: Editora Kelps. 2.000
- Lacraus, contos, Ateliê Editorial, São Paulo, 2004. Prêmio Harry Laus, considerado o melhor livro de contos editado naquele ano, pela UBE do Rio de Janeiro.
- Marbasa (poemas) Gráfica Max, AGEPEL, Coleção José J. Veiga, 2004.
- Olga e as chaves (peças para teatro), Coleção Prosa e Verso, da Prefeitura de Goiânia, Editora Kelps, 2005.
- Dias Profundos: Teatro Moderno III (seis peças para teatro), Coleção Prosa e Verso, da Prefeitura de Goiânia, ed. da UCG, Goiânia. 2007: Laurita, Boi, África, Aleluias e Graças de Manuel Filho (monólogos) O Fosso, peça com vinte atores e Ambivalência, peça com quatro personagens.
- O Deus da Hora e da Noite (romance), Goiânia: Editora Kelps, 2008.

## Prêmios
- Prémio da Associação Paulista dos Críticos de Arte (1972) para o romance Veias e Vinhos, l982.
- Prêmio Machado de Assis da Biblioteca Nacional-l997, para o romance Pão Cozido Debaixo de Brasa[carece de fontes?].
- Profugus (Poemas), recebeu Prêmio de Poesia, Hugo de Carvalho Ramos, l989, da UBEGO e Secretaria Municipal de Cultura.
- Calada Nudez (Poemas) Prêmio de Poesia, Hugo de Carvalho Ramos, outorgado pela UBEGO e Secretaria Municipal de Cultura, l998.
- Matilda: peça de teatro, recebeu o 2º Prêmio, Centro Oeste, da FUNARTE.